# Parigi-Bruxelles 1978
La Parigi-Bruxelles 1978, cinquantottesima edizione della corsa, si svolse il 3 settembre 1978 su un percorso di 247 km, con partenza da Senlis e arrivo a Sint-Genesius-Rode. Fu vinta dall'olandese Jan Raas della Ti-Raleigh-Mc Gregor davanti al suo connazionale e compagno di squadra Gerrie Knetemann e al belga Jean-Luc Vandenbroucke.

## Ordine d'arrivo (Top 10)
| Pos. | Corridore              | Squadra                   | Tempo    |
| ---- | ---------------------- | ------------------------- | -------- |
| 1    | Jan Raas               | Ti-Raleigh-Mc Gregor      | 5h00'00" |
| 2    | Gerrie Knetemann       | Ti-Raleigh-Mc Gregor      | s.t.     |
| 3    | Jean-Luc Vandenbroucke | Peugeot-Esso-Michelin     | s.t.     |
| 4    | Jos Jacobs             | Ijsboerke-Gios            | s.t.     |
| 5    | Herman Van Springel    | Marc Zeepcentrale-Superia | s.t.     |
| 6    | André Dierickx         | Ijsboerke-Gios            | s.t.     |
| 7    | Gery Verlinden         | Ijsboerke-Gios            | s.t.     |
| 8    | René Martens           | C&A                       | s.t.     |
| 9    | Dietrich Thurau        | Ijsboerke-Gios            | s.t.     |
| 10   | Ludo Peeters           | Ijsboerke-Gios            | s.t.     |